# Potamonautes niloticus
Potamonautes niloticus is een krabbensoort uit de familie Potamonautidae. De wetenschappelijke naam werd gepubliceerd in 1837 door H. Milne Edwards.